# École Centrale Paris

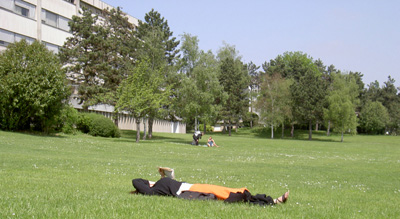
École Centrales undervisningsbyggnad med sin natursköna omgivning.

École Centrale Paris (ECP) är en fransk grande école som utexaminerar generalistingenjörer. Den är belägen i Parisförorten Châtenay-Malabry, intill Parc de Sceaux, (RER-station i Antony). ECP är medlem av Groupe des Écoles centrales.
På de franska ingenjörsskolornas statuslista ligger den på andra plats, efter École Polytechnique och före École des Mines, École Centrale de Lille, École Centrale de Lyon, École Centrale de Marseille, École Centrale de Nantes. Kända Centrale-ingenjörer är Gustave Eiffel, Louis Blériot, Armand Peugeot, Robert Peugeot, Boris Vian, Mehdi Bazargan, Antoine med flera.

## Utbyte
Flera svenska tekniska högskolor har utbyte med École Centrale Paris. Speciellt intressant är kanske nätverket TIME, där École Centrale är spindeln i nätet, som efter ett tvåårigt utbyte ger rätt till en examen också från den utländska högskolan.